# Carlos Muñoz
Carlos Eduardo Muñoz Remolina (San Luis Potosí, 1959. szeptember 8. – ) mexikói válogatott labdarúgó. 

## Pályafutása

### Klubcsapatban
1979 és 1982 között az Atlético Potosinóban játszott. 1982-től 1995-is a Tigres játékosa volt. 

### A válogatottban
1983 és 1991 között 56 alkalommal szerepelt az mexikói válogatottban és 2 gólt szerzett. Részt vett az 1986-os világbajnokságon és tagja volt az 1991-es CONCACAF-aranykupán bronzérmet szerző válogatott keretének is.  

## Sikerei, díjai
Mexikó
- CONCACAF-aranykupa bronzérmes (1): 1991